# Lochlyn Munro
Pour les articles homonymes, voir Munro (homonymie).
Richard Laughlain Munro, dit Lochlyn Munro, est un acteur canadien, né le 12 février 1966 au Lac la Hache en Colombie-Britannique.

## Biographie

### Carrière
Dans les années 1980, Lochlyn Munro débute en incarnant différents rôles dans quatre épisodes de 21 Jump Street.
En 1993, il devient le policier John LaPointe dans Le Bazaar de l'épouvante (Needful Things) de Fraser C. Heston, adaptation du roman Bazaar de Stephen King (1991).
En 1999, il interprète le personnage Jack Sheridan dans la seconde saison de Charmed.
En 2000, il devient mondialement connu aux côtés des frères Wayans grâce au film Scary Movie,  parodie des films d'horreur Scream et Souviens-toi l'été dernier.
Il côtoie en 2001 Selma Blair, Max Beesley, Keegan Connor Tracy et Brendan Fehr dans le thriller indépendant : Kill Me Later.
Toujours dans les années 2000, il apparaît dans Les Experts (CSI: Crime Scene Investigation), Les Experts : Miami (CSI: Miami), FBI : Portés Disparus (Without a Trace) et Les Experts : Manhattan (CSI: NY).
En 2017, il interprète le rôle de Hal Cooper dans la série télévisée Riverdale.
En 2024, il est à l'affiche du film d'action Clear Cut aux côtés de Tom Welling, Alec Baldwin et Jesse Metcalfe, qui sort le 19 Juillet 2024.

### Vie privée
En 1997, il se marie à Sharon Munro, avec qui il a deux enfants[réf. nécessaire].
Il vit de temps en temps entre Vancouver en Colombie-Britannique et Los Angeles en Californie.

## Filmographie

### Films

#### Années 1990
- 1990 : Cadence de Martin Sheen : un barman
- 1990 : Sylvan Lake Summer de Peter Campbell : Mitch
- 1991 : Run de Geoff Burrowes : un copain de lycée
- 1992 : Impitoyable (Unforgiven) de Clint Eastwood : le maigrichon du Texas
- 1993 : Le Bazaar de l'épouvante (Needful Things) de Fraser C. Heston : le policier John LaPointe
- 1993 : Anything for Love (en) de Michael Keusch : Jon (vidéo)
- 1993 : Digger de Rob Turner : Mark
- 1994 : Trancers 4: Jack of Swords de David Nutter : Sebastian (vidéo)
- 1994 : Pionniers malgré eux (Wagons East) de Peter Markle : Billy
- 1995 : Ski Hard de David Mitchell : Spider Bolton
- 1998 : Un cadavre sur le campus d’Alan Cohn : Clifford « Cliff » O'Malley
- 1998 : Haute tension (High Voltage) d’Isaac Florentine : Larry
- 1998 : Une nuit au Roxbury (A Night at the Roxbury) de John Fortenberry : Craig
- 1999 : Murder of Crows (A Murder of Crows) de Rowdy Herrington : Norwood
- 1998 : 2 Extra Days de Gordon Currie : un homme

#### Années 2010
- 2010 : Let the Game Begin d’Amit Gupta : Gary Johnson
- 2010 : The Penthouse de Chris Levitus : Barry
- 2010 : The Terror Experiment (Fight or Flight) de George Mendeluk : Lohan
- 2010 : Hard Breakers de Leah Sturgis : Jared
- 2010 : Jules Verne's the Mysterious Island de Mark Sheppard : le capitaine Cyrus Harding
- 2011 : Recoil de Terry Miles : l’agent Frank Sutton (vidéo)
- 2011 : Infection: The Invasion Begins de Howard Wexler : le shériff Bowen
- 2011 : The Chicago 8 de Pinchas Perry : Stehlin
- 2011 : King Rising 2 : Les Deux Mondes (In The Name Of The King 2) d’Uwe Boll : le roi / Raven
- 2011 : Amy Alyson Fans de Jonathan L. Bowen : Erik
- 2012 : Treasure Buddies de Robert Vince : Henry (vidéo)
- 2012 : Le Cavalier de l'aube (Dawn rider) de Terry Miles : Rudd Gordon
- 2012 : Sous surveillance (The Company You Keep) de Robert Redford : Munro, l’agent de FBI
- 2012 : Fatal Call de Jack Snyder : le détective Zyler
- 2013 : Killers Game (The Package) de Jesse V. Johnson : Eddie
- 2013 : Hansel & Gretel Get Baked de Duane Journey : l’agent Ritter
- 2013 : Out of Reach de George Erschbamer : Matthew
- 2013 : Assaut sur Wall Street (Assault on Wall Street) d’Uwe Boll : Robert Canworth
- 2013 : Hell in a Handbag de Martin Cummins : le père David
- 2014 : Kid Cannabis de John Stockwell : Taser McCallum
- 2014 : Alligator X d’Amir Valinia : le shérif Tim Richards
- 2014 : Rampage 2 - La Vengeance d'un sniper (Rampage: Capital Punishment) d’Uwe Boll : Chip Parker
- 2014 : Poker Night de Greg Francis : Nate Munson
- 2014 : What an Idiot de Peter Benson : Kyle
- 2014 : The Age of Reason de Jordan Harris et Andrew Schrader : Frank
- 2015 : Badge of Honor d’Agustin : David Myles
- 2015 : À la poursuite de demain (Tomorrowland) de Brad Bird : Oncle Anthony
- 2015 : The Blackburn Asylum de Lauro David Chartrand-DelValle : Rob
- 2015 : Viens avec moi (Blackway) de Daniel Alfredson : Murdoch
- 2015 : 12 Rounds 3: Lockdown de Stephen Reynolds : Darrow
- 2015 : Death Valley de T.J. Scott : Billy Rich
- 2015 : The Unspoken de Sheldon Wilson : le père
- 2015 : Justice Served de Marvin Young : Paul Orlando
- 2016 : Snowcapped Christmas de Christie Will Wolf et Christie Will : Lou
- 2017 : Last Night in Suburbia de Richard Ian Cox : Marc
- 2017 : Max 2: White House Hero de Brian Levant : le président Bennett
- 2018 : Game Over, Man! de Kyle Newacheck : le père d’Alex
- 2018 : Frat Pack de Michael Philip : Jeffrey
- 2018 : The Predator de Shane Black : le lieutenant-général Marks
- 2018 : In Like Flynn de Russell Mulcahy : Ronald
- 2019 : Spiral de Kurtis David Harder : Marshal
- 2024 : Clear Cut de brian Skiba : Bo

#### Années 2020
- 2021 : Cosmic Sin de Edward John Drake : Alex Locke
- 2021 : Apex de Edward John Drake : Lyle
- 2022 : Detective Knight: Rogue de Edward John Drake : Eric Fitzgerald
- 2023 : Totally Killer de Nahnatchka Khan : Blake Hughes

### Courts métrages
- 2011 : Lone de Jon Huertas : Del Rey
- 2011 : Dangerously Close de Montana Mann : Bobby
- 2015 : The '51 Dons de Chris Commons : le coach Kuharich
- 2015 : Gord's Brother de Jeremy Lutter : Hank
- 2017 : Fatal Rhapsody de Javier Badillo : Jon

### Téléfilms

#### Années 1990
- 1991 : The Girl from Mars de Neill Fearnley : Earl West
- 1991 : J'ai posé pour Playboy (Posing: Inspired by Three Real Stories) de Steve Stafford : Sam
- 1992 : Shame de Dan Lerner : Dave Rainey
- 1992 : L'Exxon Valdez (Dead Ahead: The Exxon Valdez Disaster) de Paul Seed : le patrouilleur Mike Fox
- 1993 : A Stranger in the Mirror de Charles Jarrott : Alan Preston
- 1994 : Moment of Truth: Broken Pledges de Jorge Montesi : Jeff Laneer
- 1996 : Justice maternelle (Justice for Annie: A Moment of Truth Movie) de Noel Nosseck : Mickey Holloway
- 1996 : Amitié fatale (When Friendship Kills) de James A. Contner : Nick McKay
- 1996 : Si près du danger (Mother, May I Sleep with Danger?) de Jorge Montesi : Kevin Shane
- 1996 : Dangereuse innocence (Abduction of Innocence: A Moment of Truth Movie) de James A. Contner : Eddie Spencer
- 1996 : Venus d'ailleurs (Them) de Bill Norton : le shérif Cole. Harper
- 1996 : Soupçons sur un champion (Stand Against Fear) de Joseph L. Scanlan : Josh Kelly
- 1998 : L'Ultime Épreuve (Shattered Hearts: A Moment of Truth Movie) de James A. Contner : Steve
- 1998 : Le Crime défendu (I Know What You Did) de Chuck Bowman : Justin Decker
- 1998 : Les Soupçons de Mary (Silencing Mary) de Craig R. Baxley : Billy
- 1998 : One Hot Summer Night de James A. Contner : le détective Eddie Beltran
- 1999 : Passe-temps interdits (Our Guys: Outrage at Glen Ridge) de Guy Ferland : l’officier Balke

#### Années 2000
- 2000 : Blacktop de T.J. Scott : David
- 2001 : Criminal Mastermind de Troy Miller : Mike Mastermind
- 2002 : The Investigation d’Anne Wheeler : Darryll Kettles
- 2003 : Un homme pour la vie (Lucky 7) de Harry Winer : Ray
- 2007 : Une rivale dans la maison (Perfect Child) de Terry Ingram : Paul Cranmore
- 2008 : L'Énigme du sphinx (Riddles of the Sphinx) de George Mendeluk : Robert

#### Années 2010
- 2010 : Un si bel inconnu (Seduced by Lies) de George Erschbamer : Jonathan Lawson
- 2010 : Le Courrier de Noël (Christmas Mail) de John Murlowski : Jared
- 2011 : Une vie pour une vie (Gone) de Grant Harvey : David Kettering
- 2011 : Brisée par mon mari (Past Obsessions) de Raul Inglis : Thomas Brisano
- 2012 : Echoes de William Waring : Richard
- 2013 : Un tueur au visage d'ange (Romeo Killer: The Chris Porco Story) de Norma Bailey : Peter Porco
- 2013 : Mr. Hockey: The Gordie Howe Story d’Andy Mikita : Bobby Hull
- 2013 : Liaison cachée (Secret Liaison) d’Andrew de Villiers : Mark Carey
- 2014 : My Mother's Future Husband de George Erschbamer : Scott
- 2014 : L'Étincelle de l'amour (When Sparks Fly) de Gary Yates : Phil
- 2014 : La Théorie du chaos (Anatomy of Deception) de Brian Skiba : Williams
- 2014 : Run for Your Life de Michael Scott : Neal
- 2014 : Un ex-mari en cadeau (Merry Ex-Mas) de Brian Skiba : Flynn
- 2015 : Driven Underground de George Erschbamer : le détective Boyce
- 2015 : Asteroid impact (Meteor Assault) de Jason Bourque : Phil Barker
- 2015 : Un refuge pour mon bébé (Rosemont) de Daniel Petrie Jr. : Craig
- 2015 : Le Message de Noël (The Christmas Note) de Terry Ingram : Robert
- 2016 : Ma nounou est un homme ! (All Yours) de Monika Mitchell : Henry
- 2016 : Arrachée à mon enfant (Cradle of Lies) de David Winning : Cal Ward
- 2016 : La Guerre des ex (The Game of Love) de Farhad Mann : Jake Cornell
- 2016 : Le Déshonneur de ma fille (My Daughter's Disgrace) de Monika Mitchell : l’agent Keller
- 2016 : La Promesse de Noël (The Mistletoe Promise)  de David Winning : Dan
- 2017 : Âmes sœurs.com (While You Were Dating)  de David Winning : Dylan Taylor
- 2017 : Mécanique amoureuse (The Mechanics of Love) de David Weaver : Doc Dupree
- 2017 : Ma fille kidnappée ! (The Mechanics of Love) de George Mendeluk : le détective
- 2017 : Final Vision de Nicholas McCarthy : Wade Smith
- 2017 : Coup de foudre sur les pistes (Winter's Dream) de David Winning : le père
- 2018 : La Boutique des secrets : la Boîte mystérieuse (Garage Sale Mystery: Pandora's Box) de Neill Fearnley : Joel Jacobs
- 2018 : A Stone Cold Christmas de Courtney Miller : Max
- 2019 : Benchwarmers 2: Breaking Balls de Jonathan A. Rosenbaum : Stenhouse
- 2019 : Chokehold de Brian Skiba : Jones (vidéo)
- 2019 : Spiral de Kurtis David Harder : Marshal

Prochainement
- 2020 : Dead Voices de Jacob Kyle Young : Paul

### Séries télévisées

#### Années 1980
- 1987 : 21 Jump Street : Derek (saison 2, épisode 9 : You Oughta Be in Prison)
- 1989 : 21 Jump Street : Herbie (saison 3, épisode 16 : High High)
- 1989 : Cap Danger (Danger Bay) : David Fulman (saison 6, épisode 2 : A Question of Attitude)
- 1989 : 21 Jump Street : un des motards (saison 4, épisode 10 : Wheels and Deals: Part 2)

#### Années 1990
- 1990 : Un flic dans la mafia (Wiseguy) : Bobby (2 épisodes)
- 1990 : 21 Jump Street : Vince Ingersol (saison 5, épisode 8 : The Girl Next Door)
- 1990 : Le Ranch de l'espoir (Neon Rider) : Slack (saison 1, épisode 20 : Over the Line)
- 1991-1994 : Vivre à Northwood (Northwood) : Jason (44 épisodes)
- 1992 : Le Bar de l'angoisse : Ralston (saison 1, épisode 4 : The Heart of the Mystery)
- 1994 : Petite fleur (Blossom) : Evan Henderson (saison 4 épisode 17 : Meat)
- 1994 : Highlander : Tim (saison 2, épisode 12 : Under Colour of Authority)
- 1994 : Cobra : Clifton Campbell (saison 1, épisode 18 : A Few Dead Men)
- 1994 : Les Anges gardiens (Robin's Hoods) : Eric (saison 1, épisode 9 : Boy Meets Girl)
- 1994-1995 : La Légende d'Hawkeye (Hawkeye) : McKinney (14 épisodes)
- 1995 : Drôle de chance (Strange Luck) : Dirk Moody (saison 1, épisode 4 : She Was)
- 1995 : Au-delà du réel : L'aventure continue (The Outer Limits) : Waters (saison 1, épisode 21 : The Voice of Reason)
- 1995 : Sliders : Les Mondes parallèles (Sliders) : Billy the Kid (saison 2, épisode 4 : The Good, the Bad and the Wealthy)
- 1996 : Viper (Sliders) : le second tueur à gages (saison 2, épisode 6 : Standoff)
- 1996-1997 : Two : l’agent Andrew Forbes (9 épisodes)
- 1997 : Chérie, j'ai rétréci les gosses : Paul O'Donnell (saison 1, épisode 4 : Honey, We're Stuck in the 70's)
- 1998 : La Loi du colt (Dead Man's Gun) : Joe Cavanaugh, Jr. (saison 1, épisode 18 : Wages of Sin)
- 1998 : Poltergeist : Les Aventuriers du surnaturel (Poltergeist: The Legacy) : Todd Barnard (saison 3, épisode 9 : The Light)
- 1998 : Welcome to Paradox : le jeune docteur (saison 1, épisode 7 : Alien Jane)
- 1999 : JAG : le lieutenant Andrew « X-Man » Buxton (2 épisodes)
- 1999 : Partners : Stephen (saison 1, épisode 2 : Never Says Never Again)
- 1999-2000 : Charmed : Jack Sheridan (7 épisodes)/Jeff Sheridan (1 épisode)

#### Années 2000
- 2002 : Au-delà du réel : L'aventure continue (The Outer Limits) : le capitaine Éric Woodward (saison 7, épisode 22 : Human Trials)
- 2003 : Dead Zone (The Dead Zone) : Jason Moore (saison 2, épisode 11 : Playing God)
- 2003 : Jake 2.0 : Lawrence (saison 1, épisode 9 : Whiskey - Tango - Foxtrot)
- 2003 : Les Experts (CSI: Crime Scene Investigation) : l’officier Hal Watson (saison 4, épisode 7 : Invisible Evidence)
- 2004 : Monk : Tony « Gros Tony » Lucarelli (saison 3, épisode 5 : Mr. Monk Meets the Godfather)
- 2004 : Dead Like Me : Greg (saison 2, épisode 3 : Ghost Story)
- 2005 : Andromeda : Peter / Drago Museveni (saison 5, épisode 12 : Pride Before the Fall)
- 2005 : Las Vegas : Kevin « Jinx » Jergeson (saison 2, épisode 16 : Can You See What I See)
- 2005 : Les Experts : Miami (CSI: Miami) : Rick Adams (saison 3, épisode 16 : Nothing to Lose)
- 2005 : FBI : Portés Disparus (Without a Trace) : Lance Hamilton (saison 3, épisode 17 : Lone Star)
- 2005 : NCIS : Enquêtes spéciales (NCIS) : Kevin (saison 2, épisode 18 : Bikini Wax)
- 2005 : Eyes : Eric Paulson (saison 1, épisode 5 : Shots)
- 2005 : Weeds: le policier à vélo (saison 1, épisode 5 : Lude Awakening)
- 2005 : Les Experts : Manhattan (CSI: NY) : Ethan Fallon (saison 2, épisode 8 : Bad Beat)
- 2006 : Smallville : Orlando Block (saison 6, épisode 2 : Sneeze)

#### Années 2010
- 2010 : Love That Girl! : le docteur (saison 1, épisode 4 : My Sister's Keeper)
- 2010 : Mentalist : Keith Farrow (saison 3, épisode 1 : Red Sky at Night)
- 2011 : Castle : Kevin McKenn (2 épisodes)
- 2012 : Psych : Enquêteur malgré lui : Steve Rollins (saison 6, épisode 12 : Shawn and the Real Girl)
- 2012 : True Justice : Mark Simms (12 épisodes)
- 2012 : Le Transporteur : l’agent Smith (saison 1, épisode 5 : Dead Drop)
- 2012 : Hawaii 5-0 (Hawaii Five-0) : Jim Rogers (saison 3, épisode 9 : Ha'awe Make Loa)
- 2012 : Burn Notice : Dr Jed (saison 6, épisode 18 : Game Change)
- 2013 : King and Maxwell (King & Maxwell) : Jack Turner (2 épisodes)
- 2013 : Longmire : Grant Thayer (2 épisodes)
- 2013 : Retour à Cedar Cove (Cedar Cove) : Zach Weston (saison 1, épisode 5 : For the Sake of the Children)
- 2013 : Cracked : Jonas Boyar (saison 2, épisode 2 : The Price)
- 2013 : Lost Girl : Ian Jenkins (saison 4, épisode 3 : Lovers. Apart.)
- 2014 : Arrow : le capitaine Stein (saison 2, épisode 17 : Birds of Prey)
- 2014 : Motive : Gary Oliver (saison 2, épisode 12 : Kiss of Death)
- 2014 : Scorpion : le détective Jim Archer (saison 1, épisode 8 : Risky Business)
- 2015 : Rizzoli and Isles (Rizzoli & Isles) : Skeet Martin (saison 6, épisode 2 : Bassholes)
- 2015 : Beauty and the Beast : Hank Keller (saison 3, épisode 6 : Chasing Ghosts)
- 2015 : Ties That Bind : McGee (saison 1, épisode 10 : Protect and Serve)
- 2015 : Awkward : Ted (2 épisodes)
- 2015 : Bones : Sal Raymound (saison 11, épisode 8 : High Treason in the Holiday Season)
- 2016 : Chicago Med : Jack Cooper (saison 1, épisode 10 : Clarity)
- 2016 : Lucifer : Anthony Paolucci (3 épisodes)
- 2016 : Le cœur a ses raisons (When Call the Heart) : James Addison (2 épisodes)
- 2016 : Supernatural : Ben (saison 12, épisode 2 : Mamma Mia)
- 2017 : Major Crimes : le lieutenant Capra (2 épisodes)
- 2017 : Date My Dad : Bill Cooper (saison 1, épisode 1 : Pilot)
- 2017 : Haters Back Off : Brian Maxwell (saison 2, épisode 8 : Broadway or Buts)
- 2018 : The Detectives : le détective Bill Clark (saison 1, épisode 3 : Trick or Treat)
- 2018 : The 5th Quarter : Gary Glazman (saison 3, épisode 5 : The Oh-No No-No)
- 2018 : Beyond : Ken Sheldrake (4 épisodes)
- 2018 : Take Two, enquêtes en duo (Take Two) : Mitch Rhodes (saison 1, épisode 3 : Save the Date)
- 2018 : A Million Little Things : le coach (saison 1, épisode 3 : Save the Date)
- 2019 : The Murders : le détective Michael Huntley (saison 1, épisode 1 : The Long Black Veil)
- 2019 : SEAL Team : Mike Zell (2 épisodes)
- 2017 - 2023 : Riverdale : Hal Cooper (51 épisodes)

#### Années 2020
- 2020 : Good Doctor : Martin Croos, un patient (saison 4, épisodes 1 & 2 : En première ligne, parties 1 et 2)
- 2021 : Heartland, saison 14, épisode Find Me in the Dark : Clyde McGregor
- 2022 : Peacemaker : Détective Larry Fitzgibbon

## Doublage
Téléfilm
- 2006 : Thugaboo: A Miracle on D-Roc's Street de Shawn Wayans : le père de Gavin